# Lars Andersson i Klostergården Valla
Lars Andersson (i riksdagen kallad Andersson i Klostergården Valla), född 18 december 1784 i Fägre socken, död där 19 augusti 1833, var en svensk riksdagsman i bondeståndet.
Andersson företrädde Vadsbo härad av Skaraborgs län vid riksdagarna 1823 och 1828–1830.
Vid sin första riksdag 1823 var han ledamot i bevillningsutskottet, i förstärkta allmänna besvärs- och ekonomiutskottet och i förstärkta bankoutskottet. Under sin nästa riksdag 1828–1830 var han fiskal inom bondeståndet, elektor för ståndets utskottsval och ledamot i bankoutskottet, ur vilket han avgick.